# 이계통
이계통(李季通, 1439년 ~ 1491년 10월 2일)은 조선전기의 문신, 정치인이다. 충렬공 이방실의 후손이고, 중종때의 정국공신 이세응의 아버지이다.
1465년(세조 11) 사마시(司馬試)에 합격하고 음보로 관직에 올라 창신교위가 되었다. 창신교위 재직 중 1472년(성종 3) 문과(文科)에 급제하여 정언 익산군수 등을 지내고관직은 사재감부정에 이르렀으며 익산군수 재직시의 장물 문제로 논란이 되었다. 아들 이세응의 훈공으로 증 가선대부 이조참판에 추증되고 함성군(咸城君)에 추봉되었다. 자(字)는 달이(達而) 본관은 함안 이씨이다.

## 생애
경상남도 함안군 안인에서 태어났으며, 고려 원수 충렬공 이방실의 후손으로, 증조부 이영은 조선 건국 초기 사간원 좌정언 지제교와 충청도안렴사를 지냈다. 그러나 할아버지는 호조좌랑을 지내고 증 사복시정(司僕寺正)에 추증된 이전이고, 아버지는 사재감부정을 지내고 증 병조참의에 추증된 이흥손이고 어머니는 순흥안씨(順興安氏)로 현감 안이강(安以康)의 딸이다. 뒤에 함안군 안인에서 한성부로 이주하여 정착했다.
1465년(세조 11) 사마시(司馬試)에 합격하고 음서로 관직에 올라 창신교위를 지냈다. 창신교위로 재직 중 1472년(성종 3) 문과(文科)에 급제하고 성균관전적(典籍), 사헌부감찰(監察)을 거쳐 1473년(성종 4) 봉직랑 행사간원정언이 되어 동생의 첩과 간통한 이숙과 이숙 본인의 첩으로 가산군의 유배지로 가지 않고 버티는 옥진 등을 규탄 논계하였다. 이듬해 5월 성종이 경회루를 수리하려 하자 풍년기를 기다린 다음에 하자고 진언하였고 그해 11월 성종이 양주 회암사를 중수하려 하자 반대하였다. 이후 병조좌랑, 호조좌랑 등을 거쳐 사복시첨정(司僕寺僉正)이 되었다. 이후 전라도 전세차사원으로 내려갔다가 얼마 뒤 익산군수(益山郡守)로 부임하였다
익산군수 재직 중 옆고을의 땅에 농사를 지은 일과 자신의물건을 형 이숙통의 종에ᆞ게 준 일로 탄핵을 받고 면직되었다. 이때 의금부에서 형문을 받던 도중 병을 얻었다.
1491년(성종 22) 사재감부정(司宰監副正)으로 승진했다가 대간으로부터 익산군수 재직 중과 전세차사원 재직 중의 일로1 사간원헌납 강삼의 탄핵을 당했다 곧 사면되었으나 그해 3월 최관에게 뇌물을 증여한 일로 탄핵을 당하고 의금부에 투옥되었다가 추고받고 풀려났다. 대사헌 이유인은 장오(贓汚)라고 그를 공격하기도 했다. 이후 녹안에 올리는 일이 문제가 되어 녹안에는 올리되 서용하지 않게 하였다. 그해 9월 22일 아들 이세응이 아버지의 억울함을 상소하였다. 1491년 10월 2일에 사망하였다.

### 사후
사후 경기도 광주군 경안면 중리(현, 광주시 중대동) 영장산(靈長山) 남록(南麓) 자좌(子坐)에 안장되었다가 1976년 11월 26일 산업도로(産業道路) 개통 관계로 같은 광주군 광주읍 중대리(현, 광주시 중대동) 영장산 중록(中麓) 계좌(癸坐)에 이장하였다. 1492년에도 그를 녹안하느냐를 두고 논란이 있었다. 정언 이거가 그를 녹안하지 않는 것은 부당하다 했고 지평 유경 정언 권유 등이 다시 그를 녹안할 것을 주청하였다. 성종은 정상을 참작하여 그를 녹안하지 않되 영구히 서용하지 않도록 하였다.
후일 1506년 아들 이세응의 중종반정 정국 훈공으로 뒷날 순충보조공신(純忠補祚功臣)에 증직되고, 증 가선대부 이조참판(嘉善大夫 吏曹參判) 겸 홍문관대제학 동지의금부사(弘文館大提學 同知義禁府事)에 추증되고 함성군(咸城君)에 추봉되었다. 그의 신도비문은 판서를 지낸 강시영이 썼다.

## 같이 보기
- 이세응
- 이방실

## 참고 문헌
- 성종실록
- 중종실록
- 국조방목
- 대동야승